# قنات پیرداد
قنات پیرداد، روستایی از توابع بخش مرکزی شهرستان زاهدان در استان سیستان و بلوچستان ایران است.

## جمعیت
این روستا در دهستان چشمه زیارت قرار دارد و براساس سرشماری مرکز آمار ایران در سال ۱۳۸۵، جمعیت آن زیر سه خانوار بوده‌است.